# Francisco Beiró
Francisco Beiró (Rosario del Tala, province d'Entre Ríos, 1876 — Buenos Aires, 1928) est un homme politique argentin, militant de l’Union civique radicale et député national.

## Biographie
Francisco Beiró obtint son bacchalauréat au Colegio del Uruguay de Concepción del Uruguay, puis suit une formation d’avocat à l’université de Buenos Aires.
Il devient président de la Convention nationale de l’Union civique radicale (UCR) et de son Comité national. Il est député national entre 1918 et 1922. Il occupe en 1922 le poste de ministre de l’Intérieur, des Travaux Publics et du Logement pendant les derniers mois du premier gouvernement d’Hipólito Yrigoyen. Ensuite, lors de la deuxième candidature d'Yrigoyen à la présidence, il s’associe avec celui-ci en duo, comme candidat à la vice-présidence, en vue des élections présidentielles d’avril 1928 ; le binôme Yrigoyen-Beiró sortit vainqueur du scrutin avec un score historique, obtenant 840 000 voix, contre 440 000 aux radicaux antipersonnalistes (UCR-A) du binôme Melo-Gallo. Cependant, Beiró meurt le 22 juillet 1928, peu avant d’entrer en fonction.

## Hommages
Dans la ville de Buenos Aires ont été baptisées à son nom l’Avenida Francisco Beiró, principale artère du quartier de Villa Devoto, où il était domicilié, et la gare Francisco Beiró du réseau ferroviaire General Urquiza, dans le quartier Agronomía voisin. Dans la ville de Córdoba, le Comité de section n°11 de l’UCR de cette ville porte son nom.